# Cinc reis de Wa
Els cinc reis de Wa (倭の五王, Wa no go ō) eren reis de l'antic Japó els quals van enviar emissaris a la Xina durant el segle v per enfortir la legitimitat de les seves pretensions de poder i així també guanyar reconeixement davant l'Emperador de la Xina. Els detalls de tot això són desconeguts. Segons els registres xinesos, els seus noms eren San (讃), Chin (珍), Sai (濟), Kō (興) i Bu (武).
Com que els noms registrats a la Xina són molt diferents dels noms dels emperadors en el Nihonshoki, la seva identificació ha estat objecte, durant segles, de molts debats. La majoria d'historiador japonesos assignen els cinc reis japonesos als següents emperadors. D'altra banda les evidències arqueològiques, com les inscripcions en l'Espasa nariyama i l'Espasa Eta Funayama, també donen suport a la idea que “Bu” és un equivalent de l'Emperador Yūryaku, que els seus contemporanis van anomenar Wakatakeru Okimi.
- San 讃 Emperador Nintoku o Emperador Richū
- Chin 珍 Emperador Hanzei o Emperador Nintoku
- Sai o Sei 濟 Emperador Ingyō
- Kō 興 Emperador Ankō
- Bu 武 Emperador Yūryaku